# Marko Porcije Katon Stariji
Marko Porcije Katon (latinski: Marcus Porcius Cato Maior) (Tusculum, 234. pr. Kr. - 149. pr. Kr.), bio je rimski državnik, konzul, pisac i govornik. Bio je poznat po svome visokom moralu. Da bi ga se razlikovalo od njegova praunuka Katona Mlađeg, zvalo ga se Censor (cenzor), Sapiens (mudri), Priscus (drevni), ili  maior (veliki).
Rodom je bio iz stare plebejske obitelji u kojoj su se svi isticali po nekoj vojnoj službi, ali ne po izvršavanju neke visoke građanske dužnosti. Kad ga je primijetio Lucije Valerije Flak, odveo ga je u Rim, gdje je uzastopno držao urede Cursus honoruma: vojnog tribuna, kvestora, edila, pretora, konzula (zajedno sa svojim patronom) te cenzora.
Bio je dijelom skupine rimskih pisaca koji su se pojavili u punskim ratovima. Nastojali su opisati postanak i razvitak rimske države, a pisali su po uzoru na Anale, koje su pisali svećenici, pa su i svoja djela pisali kronološki, a zvali su ih također Annāles. Dok su stariji analisti pisali na grčkom jeziku radi približavanja i objašnjenja rimske politike grčkogovornom stanovništvu koje je bili uglavnom na strani Kartage. Katon je Stariji pak bio prvim od starijih analista koji je pisao na latinskom jeziku. 
Njegovo povijesno djelo Postanci (Origĭnes, 7 knjiga), od kojeg su sačuvani samo fragmenti, obilovalo je i povijesnom i zemljopisnom građom. Od Katona nam je sačuvano prvo cjelovito prozno djelo rimske književnosti pod naslovom O poljodjelstvu (De agricultūra). 
U njemu je među ostalim hvalio kupus kao najbolje povrće te je dao čitav niz kuharskih i medicinskih uputa. Iz njegove poljodjelske rasprave se može vidjeti slika robovlasničke vile koje su uključivale opsežnu poljodjelsku proizvodnju u ostatku Italije.
Pripada mu važno mjesto i kao govorniku. Ogorčeno se je protivio tome da se širi grčki utjecaj u Rimu. Bio je jedna od ključnih osoba unutar Rima, koja se zalagala za daljni rat protiv Kartage, čak neka ju se u potpunosti uništi. Značajan je po tome što je svaki svoj govor u senatu, neovisno o temi rasprave, završavao riječima Cetĕrum censeo Carthagĭnem esse delendam (lat. Uostalom, smatram da Kartagu treba uništiti.).
Kao i mnogi rimski aristokrati, vlasti su ga poslale u Hispaniju ne bi li našao načina pokoriti keltiberska plemena. Kad je stigao ondje 195. pr. Kr., cijela se je Hispania Citerior bila pobunila, dok su rimske legije kontrolirale samo nekoliko gradova. Odlučno je poduzeo borbu protiv pobunjenih plemena, uskoro ih svladao te surovo kaznio. Plijen koji je odnio u Rim, impresionirao je njegove sugrađane - 25 000 funta srebra i 1400 funta zlata koje je oteo od iberskih plemena u borbama.